# Gephyromantis enki
Gephyromantis enki är en groddjursart som först beskrevs av Frank Glaw och Miguel Vences 2002.  Gephyromantis enki ingår i släktet Gephyromantis och familjen Mantellidae. IUCN kategoriserar arten globalt som otillräckligt studerad. Inga underarter finns listade i Catalogue of Life.